# Yannick Sagbo
Yannick Sagbo, né le 12 avril 1988 à Marseille (France), est un footballeur international ivoirien qui évolue au poste d'avant-centre.

## Biographie
Formé à l'AS Monaco, il signe son premier contrat professionnel de trois ans en 2008, un an après avoir été sacré champion de France des réserves professionnelles, il a marqué 15 réalisations dont deux buts en demi-finale contre Sochaux et le but de la victoire contre Lille 1 à 0. Attaquant d'aile ou d'axe, Sagbo a déjà trouvé du temps de jeu en amical.
Mais les blessures et la concurrence ne lui laisseront qu'un maigre temps de jeu en 2008-2009. Lors de la saison 2009-2010, il est titularisé pour la première fois avec les professionnels en Coupe de France mais se contente la plupart du temps d'entrer en cours de match sans jamais trouver le chemin des filets.
En mai 2010, il remporte le Tournoi de Toulon avec la sélection olympique de la Côte d'Ivoire. Il réalise de bonnes performances durant cette compétition avec 5 matchs et 2 buts inscrits. 
Lors de la préparation 2010-2011, il effectue de bons matchs inscrivant notamment un but contre le Benfica Lisbonne. Cependant, l'ASM ne compte pas vraiment sur lui. 
À la fin du mois d'août 2010, il s'engage avec Évian Thonon Gaillard en Ligue 2 avec lequel il est promu en Ligue 1 et gagne le titre de Champion de Ligue 2. Il est également le meilleur buteur du club cette saison-là avec 11 buts toutes compétitions confondues (9 en L2 et 2 en Coupe).
Le 26 juillet 2013, Sagbo s'engage avec le club anglais d'Hull City, tout juste promu en Premier League. 
En juillet 2015, il signe à Umm Salal SC au Qatar. Il inscrit 13 buts en 22 matchs de Qatar Star League. 

## Sélections nationales
En mai 2010, il remporte le Tournoi de Toulon avec l'équipe de Côte d'Ivoire olympique. Il réalise de bonnes performances durant cette compétition avec 5 matchs et 2 buts inscrits.
En août 2010, il est appelé pour la première fois avec l'équipe A de la Côte d'Ivoire et fête sa première cape en entrant à l'heure de jeu lors de la victoire contre l'Italie (victoire 1-0).

## Palmarès

### En club
- AS Monaco
  - Finaliste de la Coupe de France en 2010

- Évian Thonon Gaillard
  - Champion de France de Ligue 2 en 2011
  - Finaliste de la Coupe de France en 2013

### En sélection
- Équipe de Côte d'Ivoire olympique
  - Vainqueur du Tournoi de Toulon en 2010

## Statistiques détaillées
| Saison                | Club                    | Championnat           | Championnat | Championnat | Coupe(s) nationale(s) | Coupe(s) nationale(s) | Compétition(s) continentale(s) | Compétition(s) continentale(s) | Compétition(s) continentale(s) | Côte d'Ivoire | Côte d'Ivoire | Total | Total |
| Saison                | Club                    | Division              | M.          | B.          | M.                    | B.                    | Comp.                          | M.                             | B.                             | M.            | B.            | M.    | B.    |
| 2008-2009             | AS Monaco               | Ligue 1               | 3           | 0           | 1                     | 0                     | -                              | -                              | -                              | -             | -             | 4     | 0     |
| 2009-2010             | AS Monaco               | Ligue 1               | 15          | 0           | 2                     | 0                     | -                              | -                              | -                              | -             | -             | 17    | 0     |
| 2010-2011             | AS Monaco               | Ligue 1               | 1           | 0           | 0                     | 0                     | -                              | -                              | -                              | 1             | 0             | 2     | 0     |
| Sous-total            | Sous-total              | Sous-total            | 19          | 0           | 3                     | 0                     | -                              | -                              | -                              | 1             | 0             | 23    | 0     |
| 2010-2011             | Évian Thonon Gaillard   | Ligue 2               | 31          | 9           | 4                     | 2                     | -                              | -                              | -                              | -             | -             | 35    | 11    |
| 2011-2012             | Évian Thonon Gaillard   | Ligue 1               | 33          | 10          | 2                     | 2                     | -                              | -                              | -                              | -             | -             | 35    | 12    |
| 2012-2013             | Évian Thonon Gaillard   | Ligue 1               | 35          | 6           | 6                     | 2                     | -                              | -                              | -                              | 1             | 0             | 42    | 8     |
| Sous-total            | Sous-total              | Sous-total            | 99          | 25          | 12                    | 6                     | -                              | -                              | -                              | 1             | 0             | 112   | 31    |
| 2013-2014             | Hull City               | Premier League        | 28          | 2           | 6                     | 2                     | -                              | -                              | -                              | -             | -             | 34    | 4     |
| 2014-2015             | Hull City               | Premier League        | 0           | 0           | 1                     | 0                     | C3                             | 3                              | 0                              | -             | -             | 4     | 0     |
| 2014-2015             | Wolverhampton Wanderers | Championship          | 4           | 0           | 0                     | 0                     | -                              | -                              | -                              | -             | -             | 4     | 0     |
| 2014-2015             | Hull City               | Premier League        | 4           | 0           | 1                     | 0                     | -                              | -                              | -                              | -             | -             | 5     | 0     |
| Sous-total            | Sous-total              | Sous-total            | 32          | 2           | 8                     | 2                     | -                              | 3                              | 0                              | -             | -             | 43    | 4     |
| Total sur la carrière | Total sur la carrière   | Total sur la carrière | 154         | 27          | 23                    | 8                     | -                              | 3                              | 0                              | 2             | 0             | 182   | 35    |